# Rejeu
Le rejeu est la reprise d'un mouvement tectonique le long d'une faille préexistante.

## Caractéristiques
À la suite de sa création lors d'un premier mouvement tectonique, une faille peut connaître, dans un temps géologique plus ou moins long, un ou plusieurs autres mouvements des plaques en jeu dans la faille initiale. Le terme « réactivation » est synonyme. On dit que la faille « rejoue » ou a « rejoué ». La succession des rejeux constitue l'historique de la faille. Les rejeux d'une même faille peuvent donner successivement une faille normale, une faille inverse, un chevauchement ou un décrochement, créant une inversion tectonique. La chronologie des rejeux est parfois décelable par l'examen des stries ou des sédiments.
Le rejeu des failles est souvent invoqué dans la recherche des causes d'un séisme tectonique comme par exemple celui de 1799 dans le Marais breton-vendéen qui peut être expliqué par le rejeu des fractures de cisaillement du massif armoricain encore actives au Quaternaire.